# Plakkaat van Verlatinghe

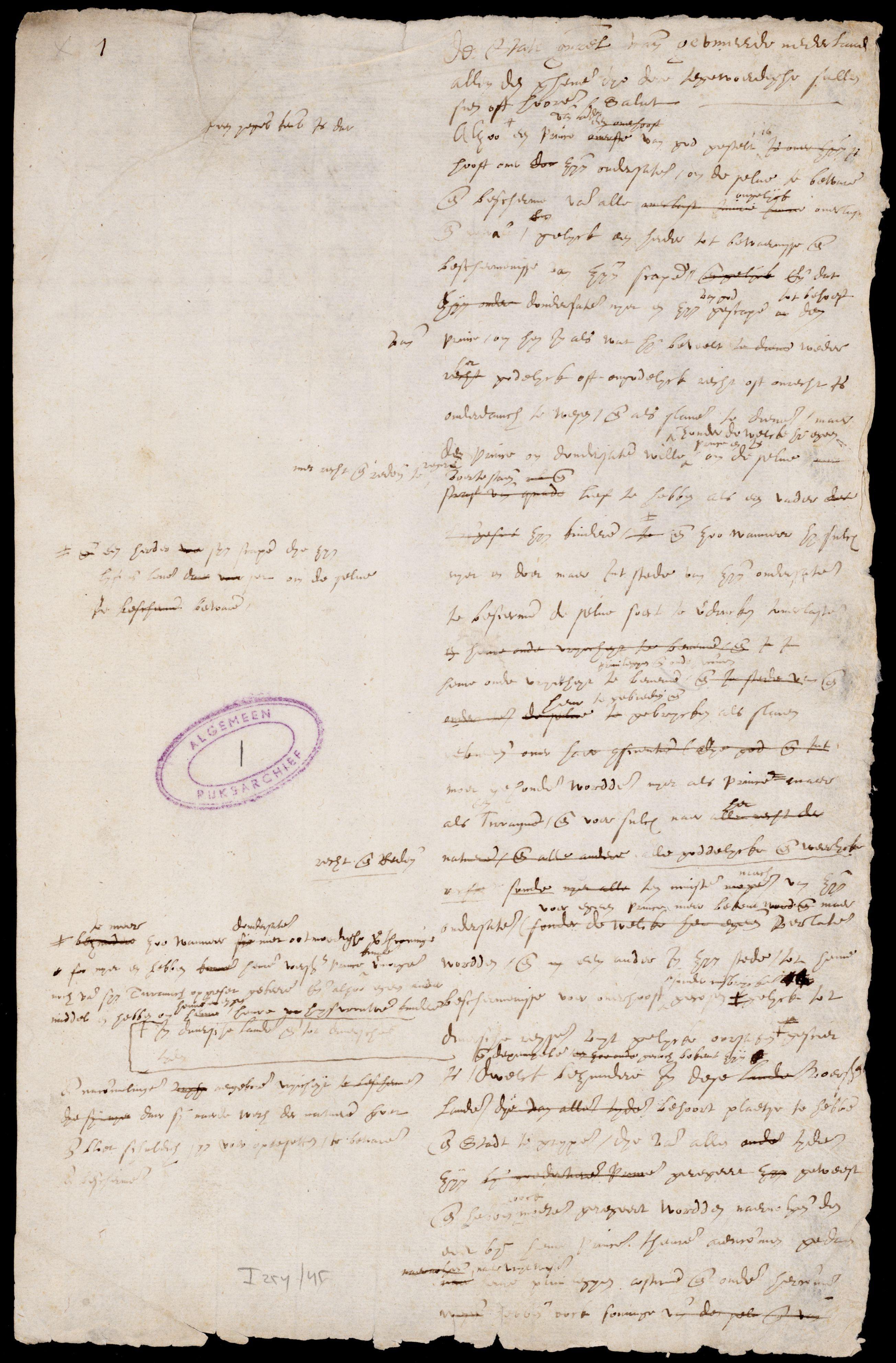
Die erste Seite des Plakkaat van Verlatinghe

Das Plakkaat van Verlatinghe („Unabhängigkeitsplakat“), auch Akte van Afzwering („Abschwörungseid“) genannt, war die am 26. Juli 1581 in Den Haag unterzeichnete offizielle Erklärung der Generalstaaten der Vereinigten Niederlande, mit der Philipp II., Herrscher der Spanischen Niederlande, als Landesherr dieser Provinzen formell abgesetzt wurde. Es gilt als die Unabhängigkeitserklärung der Republik.

## Hintergrund
Das Dokument markiert einen politischen Höhepunkt im Achtzigjährigen Krieg, an dessen Ende die Republik der Sieben Vereinigten Niederlande im Frieden von Münster die Anerkennung ihrer Unabhängigkeit von Spanien erreichte.
Als Reaktion auf die katholischen Südprovinzen, die sich in der Union von Arras (niederländisch: Unie van Atrecht) 1579 ausdrücklich zum  katholischen Spanien bekannt hatten, gründeten die sieben nördlichen Provinzen Holland, Zeeland, Utrecht, Gelderland, Overijssel, Groningen und Friesland am 23. Januar 1579 die Utrechter Union, die ein Vorläufer der Vereinigten Niederlande war. Versuche Wilhelms von Oranien, zwischen den beiden Parteien zu vermitteln, scheiterten. Er selbst schloss sich der Union von Utrecht an, mit der die Geschichte eines eigenständigen niederländischen Staates begann.
1581 erklärten die in der Utrechter Union verbundenen Provinzen ihre formelle Unabhängigkeit von Philipp II. von Spanien, den sie formell absetzten, und wurden unter Führung der Generalstaaten zur Republik. Den Posten des Statthalters erhielt Wilhelm von Oranien, der den Widerstandskampf angeführt hatte.
Die Versammlung der Generalstaaten wählte sodann François-Hercule de Valois zum Landesfürsten. Nach seinem Tod im Jahr 1584 und der Ermordung Wilhelms von Oranien im gleichen Jahr ließ sich allerdings kein Nachfolger finden, da sowohl die englische Königin als auch der französische König das Angebot ablehnten, um Philipp nicht zu provozieren. Das Ergebnis war die Entstehung einer Republik aus den zusammengeschlossenen Provinzen der Utrechter Union.

## Inhalt
Das Plakkaat van Verlatinghe erklärte, dass alle Bewohner der genannten Lande „fortan entbunden sind von dem Eid, den sie dem König von Spanien, da er Herr dieser genannten Lande war, geleistet haben oder zu leisten verpflichtet sind“ (voortane ontslagen van den eede die zy den Coninck van Spaegnien, als heere van dese voorsz. landen gheweest hebbende, moghen eenichsins ghedaen hebben oft in hem ghehouden wesen). Ihre Sezession von der spanischen Krone begründeten die Verfasser der Erklärung damit, dass der spanische König als Landesherr versagt habe, weil er seine Untertanen nicht vor Ungerechtigkeit, Schaden und Gewalt bewahrt und weil er die Rechte seiner Untertanen verletzt habe, insbesondere durch Missachtung des Großen Privilegs.

## Provinzen
Die in der Erklärung genannten Provinzen sind (in der Reihenfolge ihrer Nennung):
- Brabant
- Geldern
- Flandern
- Holland
- Zeeland
- Mechelen
- Utrecht

Die Provinzen Groningen und Overijssel (einschließlich Drenthe) sagten sich ebenfalls los, wurden jedoch nicht gesondert erwähnt, weil sie als Teile von Geldern beziehungsweise Utrecht betrachtet wurden. 

## Nachwirkungen
Es bestehen einige Belege dafür, dass das Plakkaat van Verlatinghe der US-amerikanischen Unabhängigkeitserklärung als Vorlage diente, die von Jefferson 1776 geschrieben wurde (Lucas, 1994).